# Vinko Torkar
Vinko Torkar, slovenski arhitekt, publicist in oblikovalec, * 20. julij 1947, Podbrdo.

### Življenjepis
Vinko Torkar, rojen 20. julija 1947 v Podbrdu. Osnovno šolo je obiskoval v Solkanu,  nato gimnazijo v Novi Gorici, kjer je maturiral leta 1966. Študiral je na ljubljanski Fakulteti za arhitekturo, gradbeništvo in geodezijo – smer arhitektura, leta 1973 je diplomiral pri prof. Edvardu Ravnikarju s temo "Tesnoba razlike" (nekaj kritičnih pogledov na obstoječo arhitekturno, urbanistično in planersko prakso). Po študiju je deloval predvsem v Novi Gorici, najprej tri leta v projektantski organizaciji Projekt Nova Gorica, nato kot arhitekt v svobodnem poklicu, kjer je osnoval in bil solastnik studia AXA ter nato, po letu 2000, studia TORKAR. Realiziral je več javnih in zasebnih stavb ter urbanističnih umestitev v prostor. V letih 1983-85 je bil predsednik Društva primorskih arhitektov, član strokovnih žirij in strokovni poročevalec na natečajih velikih javnih projektov. 
Kot študent fakultete za arhitekturo je bil pobudnik in urednik glasila AA, v letih 1972-73 je deloval v uredništvu Tribune, v letih  1975-76 bil odgovorni urednik revije AB - arhitektov bilten ter med leti 1980-83 član njenega uredništva. Bil je tudi pobudnik in urednik glasila Skupnost delovne organizacije Projekt Nova Gorica (1976 – 78), ustanovitelj in odgovorni urednik glasila Forum Foruma za Goriško (1994 -1995) ter ustanovitelj in odgovorni urednik glasila Glas, ki ga je izdajalo Društvo za kakovost bivanja (2002).
Njegovi članki o arhitekturi in urbanizmu so bili objavljeni v strokovnih revijah in časopisih. Večkrat citirana in objavljena je njegova raziskovalna naloga Racionalizacija urbane strukture Nove Gorice z arhitekturo mesta 1987, delno objavljeno v reviji AB št. 97/98, 1988.  V mladih letih se je intenzivno ukvarjal s slikarstvom in imel nekaj samostojnih razstav. 
Danes živi in dela v Novi Gorici.

### Arhitektura in urbanizem

#### Arhitektura
- gasilski dom v Kanalu, 1985
- gasilski dom v Šempetru pri Gorici, 1986
- poslovno stanovanjski objekt v Šempetru (bivša "Kopalnica"), 1992
- mrliška vežica v Kanalu, 1993
- poslovilna dvorana na pokopališču v Solkanu, l994
- žarno pokopališče v Solkanu, 1996
- športna dvorana v Kanalu, 1997
- zdravstveni dom v Desklah, 1997
- paviljon doma upokojencev v Novi Gorici, 2004
- poslovni objekt Fluks-decibel v obrtni coni Solkan
- poslovni objekt Sigma v obrtni coni Solkan, 2005
- več individualnih stanovanjskih hiš

#### Prenove, prezidave, preureditve
- preureditev pritličja zgradbe občinske skupščine Nova Gorica, 1987 - 92
- nadzidava zdravstvenega doma v Novi Gorici 1995
- nadzidava in preureditev bivše osnovne šole v Trenti, 1996
- prizidek osnovni šoli Solkan, 1999
- nadzidava zdravstvenega doma v Novi Gorici, 2000
- preureditev bivše knjižnice v prostore za ljubiteljsko kulturo v Novi Gorici, 2000

#### Urbanizem
- Sanacijski načrt za staro jedro Solkan, 1978
- Izhodišča za urbanistični načrt Nove Gorice, 1978
- Zazidalni načrt "Cvetje" v Tolminu ,1979 (skupaj s Kozorog Vladimirjem)
- Skupne osnove prostorskega razvoja dveh Goric, 1991 ( z: Dare Poženel, Niko Jurca)
- Urbanistična zasnova mesta Nova Gorica - oblikovanje fizične strukture mesta, 1992- 93
- Zazidalni načrt obrtna cona Solkan, 2000 - 2001

#### Natečaji in nagrade
- Natečaj za prenovo območja stare kasarne v Krminu (Italija), 1986 (skupaj z: Roberto Nanut, Luisa Codellia, Izidor Simčič, Antonello Cian) - prva nagrada in kasneje izvedba
- Razširitev pokopališča in poslovilna vežica v Moimacco (Italija) 1986 (ista skupina kot pri Krminu) - tretja nagrada
- Igralnica v Novi Gorici, 1988 (skupaj s Kozorog V.) - odkup
- Programska in idejno urbanistična ureditev mestnega trga in parka v Novi Gorici, 1992 - tretja nagrada
- Poslovna zgradba HIT, 1994 (skupaj z Vojko Jurca) - druga nagrada

#### Spomeniki, obeležja
- obeležje solkanskim mizarjem, 2009
- obeležje tisočletnici prve pisne omembe Solkana, 2001
- spominsko obeležje solkanskim beguncem v I. svetovni vojni, 1996
- obeležje žrtvam II. Svetovne vojne iz Solkana, 1996
- obeležje kajakaštvu na Soči v Solkanu, 1999

### Grafično oblikovanje
- celostna podoba 7. kulturnega srečanja gradbenih delavcev Slovenije v Novi Gorici,1985
- zasnova celostne podobe II. tabora SKD v Novi Gorici 1991
- celostna podoba studia AXA, 1992
- celostna podoba Goriškega društva za kakovost bivanja, 1997
- oblikovanje glasila GLAS 2002 - 2007

### Publicistika
- Kulturni center v Novi Gorici , Primorska srečanja št. 13, 1979
- Dom = hiša = mesto, Primorska srečanja št. 17/18, 1980, ponatis AB št 	6/47, 	1980
- Poslovna zgradba v Sežani, Čovjek in prostor št. 405, 1986
- Racionalizacija urbane strukture Nove Gorice z arhitekturo mesta 1987 (posebna publikacija prevedena tudi v italijanščino), delno objavljeno v AB št. 97/98, 1988
- Dve Gorici - eno mesto; ena Gorica - dve mesti, Urbani izziv, št 14, 1990
- Nova Gorica mesto park ali parking?  Primorska srečanja št. 156, 1994
- Citta di confine - conversazioni sul futuro di Gorizia e Nova Gorica /Ediciclo Ed. Portogruaro, Italija,1994 (knjiga razgovorov z različnimi strokovnjaki z obeh strani meje, ki so jih pripravili Alfonso Angelollo, Antonio Angelillo in Chiara Menato
- Ravnikarjeva Nova Gorica, v zborniku Hommage a Edvard Ravnikar 1907-1993, Ljubljana 1995
- Quando un Confine genera una Cita, Architettiregione št. 27, oktober 1999
- 50 tekstov za lastno rubriko Arhitektura in mesto  v čaopisu Oko, ki je v letih 1995 - 1997, izhajal vsake 14 dni.
- Urbanizem in politika – primer Nova Gorica,  Zbornik Primorske– 50 let, Koper,1997
- Rien ne va plus, Primorska srečanja, št. 221/99
- Nova Gorica – lepo mesto?, Primorska srečanja, št 234-235/2000
- Kapilarni despotizen ali kako se ti zagnusi neki poklic, Primorska srečanja št. 271/272/2003